# Sander von Oer
Sander von Oer (* um 1395; † 1458) war ein römisch-katholischer Geistlicher, Domherr in Münster sowie kurkölnischer Kämmerer.

## Leben

### Herkunft und Familie
Sander von Oer entstammte dem westfälischen Adelsgeschlecht von Oer, dessen Ursprung in dem Hofverband Oer, dem heutigen Stadtteil von Oer-Erkenschwick, lag. Sein Vater war Heidenreich von Oer (* um 1360, Ritter), seine Mutter Godeke Droste zu Kakesbeck. Sie war Erbtochter, so dass durch die Heirat im Jahre 1383 die Burg Kakesbeck in den Besitz der Familie von Oer gelangte. Sein Großvater Heidenreich von Oer war kurkölnischer Ministerialer und Herzog von Westfalen.
Seine Geschwister waren
- Ludolf (* um 1383, Domherr in Münster)
- Dietrich, Herr zu Haus Rauschenburg, ⚭ Catharina Korff gen. Schmising
- Bernhard, Erbe des Hauses Kakesbeck, ⚭ Elseken Korff
- Elseke, ⚭ Heidenreich von Schürmann (Burgherr zu Rheda)

### Wirken
Sander studierte im Jahre 1413 als münsterischer Kanoniker in Bologna. Am 29. Februar 1440 findet er als Domherr zu Münster und Kämmerer des Kölner Kurfürsten urkundliche Erwähnung. Am 27. Juli 1450 gehörte er neben den Domherren Hermann Droste zu Vischering, Hugo von Schagen, Heinrich Korff gen. Schmising, Heinrich von Keppel und Heinrich Schunde zu den Gegnern des Walram von Moers, dessen Wahl zum Bischof zur Münsterischen Stiftsfehde führte. Obwohl die Stadt Münster ihm am 15. April 1451 Schadloshaltung garantierte, belegte ihn der Bischof – wie einige andere Domherren auch – mit einem Verbot. Im Oktober/November 1456 war Sander neben dem Domherrn Heinrich von Keppel der einzige Anhänger der Partei des Erich von Hoya. Dieser wurde Gegenbischof des Walram von Moers. Papst Calixt III. beendete den Streit und setzte
Johann von Bayern als Bischof von Münster ein. Sander war bei dessen Amtseinführung am 10. November 1457 zugegen.